# Goiabada
La goiabada est une friandise à base de goyave typique de la cuisine de la région de São Paulo au Brésil. Consommée dans plusieurs endroits du monde, la goiabada est apparue au Brésil lorsqu'elle était utilisée par les colons portugais comme substitut à la pâte de coing.
Comme la pâte de coing, la goiabada est une pâte de consistance assez ferme. Elle est composée de goyave, d'eau et de sucre.
Accompagnée de fromage, notamment le fromage minas (en), elle forme le Romeu e Julieta (en), un dessert traditionnel brésilien. Dans certains endroits, comme dans le nord-est du Brésil, la pâte de goyave est également très appréciée avec les crèmes, la crème glacée, les sucettes glacées et les sucettes glacées à l'eau. La majorité de la production de goyaves et de goyaves au Brésil se trouve dans l'État de São Paulo.
Elle est consommée dans plusieurs pays d'Amérique centrale et du Sud, notamment en Barbade. 